# بالدور ستيفانسون
كان بالدور روزميند ستيفانسون، ‏(26 أبريل 1917-3 يناير 2002) عالمًا زراعيًا كنديًا وأحد منشئي الكانولا، وأصبح يُعرف باسم «والد الكانولا».